# Anolis williamsmittermeierorum
Anolis williamsmittermeierorum este o specie de șopârle din genul Anolis, familia Polychrotidae, descrisă de Poe și Yañez-miranda în anul 2007. Conform Catalogue of Life specia Anolis williamsmittermeierorum nu are subspecii cunoscute.